# Osage City
Osage City – miasto w Stanach Zjednoczonych, w stanie Kansas, w hrabstwie Osage.